# Pomnik Powstańców Wielkopolskich w Orzechowie
Pomnik Powstańców Wielkopolskich w Orzechowie – pomnik poświęcony powstańcom wielkopolskim, znajdujący się w Orzechowie, przy ulicy Szkolnej, obok Szkoły Podstawowej im. Jana Pawła II.

## Opis pomnika
Pierwszy pomysł budowy w Orzechowie pomnika upamiętniającego powstanie wielkopolskie pojawił się za sprawą Rafała Zięty w 2017, ale doczekał się realizacji dopiero dwa lata później. Pomnik powstał z okazji 100 rocznicy powstania wielkopolskiego, według projektu Czesławy Kosztur, emerytowanej nauczycielki historii z Orzechowa oraz Katarzyny Głowackiej z Miłosławia.
Monument ma 2 metry wysokości. Obłożony jest płytami granitowymi w kolorach czarnym i szarym. Na froncie widnieje napis „Powstańcom Wielkopolskim 1918–1919”. Nad napisem umieszczony jest logotyp 100. rocznicy powstania. Pomnik wieńczy mosiężny odlew Wielkopolskiego Krzyża Powstańczego. 
Pomnik został odsłonięty 23 września 2019, a następnie poświęcony przez proboszcza parafii Matki Bożej Częstochowskiej w Orzechowie ks. Jarosława Kulpińskiego. W uroczystości uczestniczyli m.in. burmistrz Miłosławia Hubert Gruszczyński, starosta wrzesiński Dionizy Jaśniewicz, dyrektor Szkoły Podstawowej im. Jana Pawła II w Orzechowie Rafał Zięty oraz syn powstańca Stanisław Wlekliński.

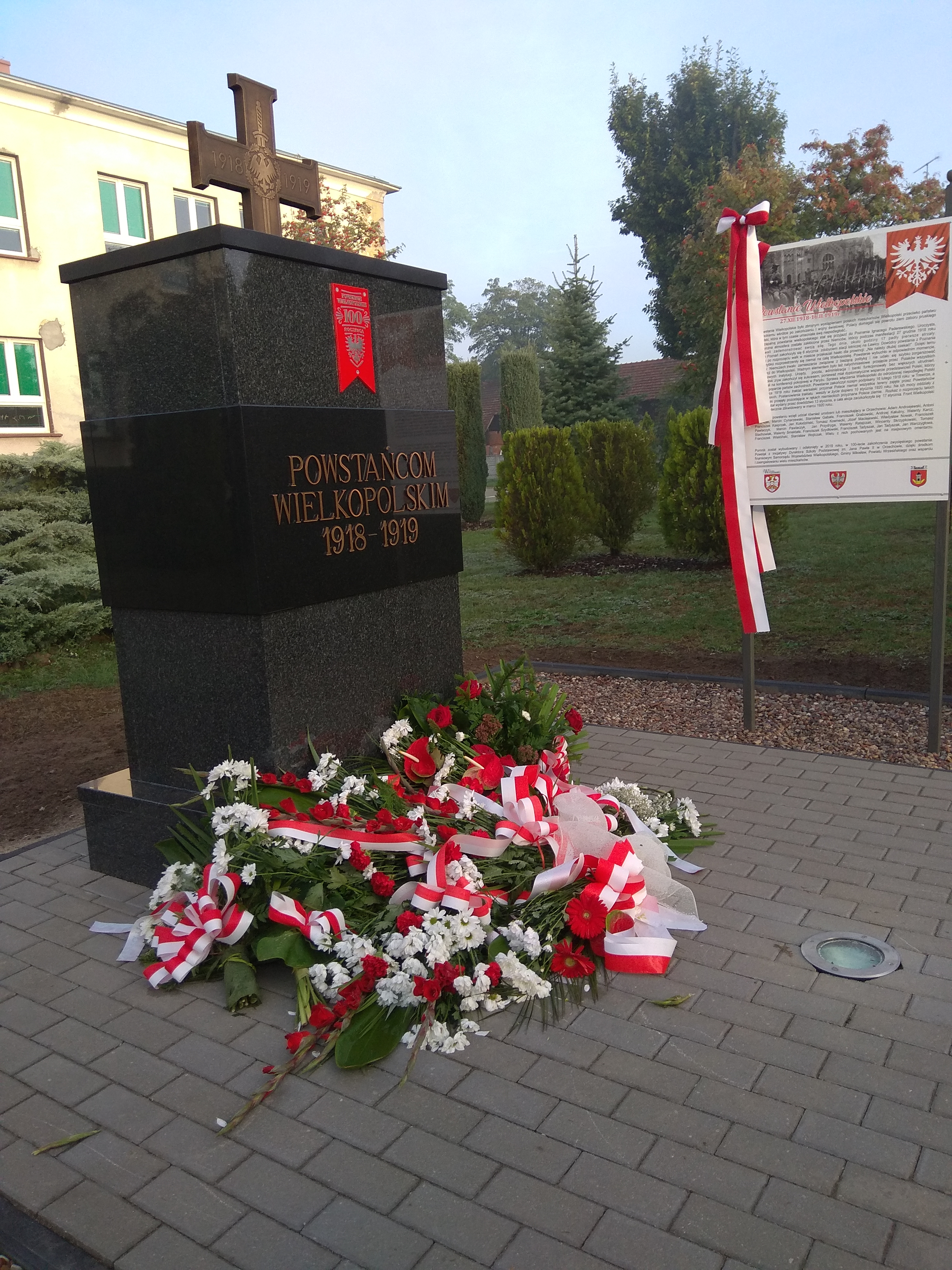
Pomnik Powstańców Wielkopolskich w Orzechowie

## Lokalni uczestnicy powstania
W powstaniu wielkopolskim 1918–1919 wzięły udział 24 rodziny z Orzechowa. Wśród powstańców znaleźli się: Adam Andrzejewski, Antoni Banaszak, Marcin Cynarzewski, Stanisław Gabała, Walenty Karcz, Franciszek Kasprzak, Jan Kołodziński, Tomasz Kosmecki, Józef Maciejewski, Władysław Nowak, Franciszek Pawlaczyk, Marcin Pawlaczyk, Jan Przydryga, Walenty Ratajczak, Wincenty Skrzypkowski, Tomasz Stachowiak, Walenty Smektała, Franciszek Szydłowski, Franciszek Tadyszak, Jan Tadyszak, Jan Warczygłowa, Franciszek Grabowski, Andrzej Kałużny, Franciszek Wlekliński i Stanisław Wojtczak.

## Koszt budowy
Koszt pomnika wyniósł około 30 tys. zł. Gminie Miłosław udało się pozyskać 9 tys. zł, za które wykonany został odlew Wielkopolskiego Krzyża Powstańczego. Pozostałe środki przeznaczył powiat wrzesiński oraz Samorząd Województwa Wielkopolskiego. 